# مهنيم (الريدة)

تعديل مصدري - تعديل

مهنيم هي إحدى قرى عزلة الريدة وقصيعر بمديرية الريدة وقصيعر التابعة لمحافظة حضرموت، بلغ تعداد سكانها 964 نسمة حسب تعداد اليمن لعام 2004.